# Équipe d'Haïti des moins de 20 ans de football
Maillots
L'équipe d'Haïti de football des moins de 20 ans est une sélection de joueurs de moins de 20 ans au début des deux années de compétition placée sous la responsabilité de la Fédération haïtienne de football.

## Résultats

### Parcours en compétition internationale
Parcours de l'équipe d'Haïti des moins de 20 ans en compétitions internationales
| Coupe du monde des moins de 20 ans | Championnat de la CONCACAF des moins de 20 ans | Jeux de la Francophonie |
| --- | --- | --- |
| - 1977 : Non qualifiée - 1979 : Non qualifiée - 1981 : Non qualifiée - 1983 : Non qualifiée - 1985 : Non qualifiée - 1987 : Non qualifiée - 1989 : Non qualifiée - 1991 : Non qualifiée - 1993 : Non qualifiée - 1995 : Non qualifiée - 1997 : Non qualifiée - 1999 : Non qualifiée - 2001 : Non qualifiée - 2003 : Non qualifiée - 2005 : Non qualifiée - 2007 : Non qualifiée - 2009 : Non qualifiée - 2011 : Non qualifiée - 2013 : Non qualifiée - 2015 : Non qualifiée - 2017 : Non qualifiée - 2019 : Non qualifiée | - 1962 : 1er tour - 1964 : Non inscrite - 1970 : Non inscrite - 1973 : Non inscrite - 1974 : Non inscrite - 1976 : Non inscrite - 1978 : 1er tour - 1980 : Non inscrite - 1982 : Non inscrite - 1984 : 1er tour - 1986 : Non inscrite - 1988 : Non inscrite - 1990 : Non inscrite - 1992 : Non qualifiée - 1994 : Non inscrite - 1996 : Non inscrite - 1998 : Non inscrite - 2001 : Non qualifiée - 2003 : 1er tour - 2005 : Non qualifiée - 2007 : 1er tour - 2009 : Non qualifiée - 2011 : Non inscrite - 2013 : 1er tour - 2015 : 1er tour - 2017 : 1er tour - 2018 : 1er tour | - 1989 : 1er tour - 1994 : Non inscrite - 1997 : Non inscrite - 2001 : 1er tour - 2005 : 1er tour - 2009 : Non inscrite - 2013 : 1er tour - 2017 : 1er tour |

### Palmarès
- Coupe caribéenne des nations des moins de 20 ans (1) :
  - Vainqueur en 2016.
  - Finaliste en 2014.

## Personnalités de l'équipe

### Joueurs

#### Effectif 2018
Liste des 20 joueurs convoqués pour le Championnat de la CONCACAF des moins de 20 ans 2018.
| Sélectionneur | Sélectionneur              | Marc Collat       | Marc Collat        | Marc Collat | Marc Collat |
| N°            | Nom                        | Date de naissance | Club               |             |             |
| Gardiens      |                            |                   |                    |             |             |
| 01            | Josué Duverger             | 27 avril 2000     | Vitória FC         |             |             |
| 12            | Davensley Benoît           | 9 novembre 1999   | Don Bosco FC       |             |             |
| Défenseurs    |                            |                   |                    |             |             |
| 02            | Mackentoche Santos Fédé    |                   | AS Mirebalais      |             |             |
| 03            | Brismax Louis Kelly Clergé | 5 janvier 2000    | Don Bosco FC       |             |             |
| 04            | Peterson Pierre Louis      | 13 juin 2001      | Don Bosco FC       |             |             |
| 06            | Hervé Joseph               | 30 décembre 2000  | Don Bosco FC       |             |             |
| Milieux       |                            |                   |                    |             |             |
| 05            | Bicou Bissainthe           | 15 mars 1999      | Real Hope FA       |             |             |
| 07            | Kenny Atyson Charleston    |                   | AS Mirebalais      |             |             |
| 08            | Dutherson Clerveaux        | 20 janvier 1999   | AS Cavaly          |             |             |
| 13            | Delentz Fertil Pierre      | 16 septembre 2000 | Real Salt Lake     |             |             |
| 14            | Danley Jean Jacques        | 20 mai 2000       | Don Bosco FC       |             |             |
| 15            | Dany Jean                  |                   | Aigle Noir AC      |             |             |
| 16            | Valdo Etienne              | 11 mai 2000       | Real Hope FA       |             |             |
| 17            | François André Dulysse     | 13 avril 1999     | Portland Timbers   |             |             |
| 18            | Shanyder Antonio           | 19 octobre 2001   | Philadelphia Union |             |             |
| Attaquants    |                            |                   |                    |             |             |
| 09            | Ronaldo Damus              | 12 septembre 1999 | Real Hope FA       |             |             |
| 10            | Steve Selso Saint-Duc      | 8 janvier 2000    | Strømmen IF        |             |             |
| 11            | Fedler Christophe          |                   | Exafoot            |             |             |
| 19            | Naël Wellofsky Élysée      | 28 mai 2001       | Don Bosco FC       |             |             |
| 20            | MC Jeffrey Pierre          | 16 octobre 1999   | Mem Martins SC     |             |             |

#### Anciens joueurs
- Ricardo Adé
- Derrick Etienne
- Stéphane Lambese
- Jeff Louis
- Jimmy-Shammar Sanon
- Fabien Vorbe

### Sélectionneurs

#### Encadrement technique actuel
- Sélectionneur : Marc Collat
- Sélectionneur adjoint : Jean-Claude Josaphat

#### Liste de sélectionneurs
- Manuel Rodríguez Navarro[2] (2012-2013)
- Jérôme Velfert[3] (2014-2015)
- Wilfrid Montilas[4] (2016-2017)
- Marc Collat[5] (2018)